# Киселёвка (Новгород-Северский район)
Киселёвка (укр. Киселівка) — село в Новгород-Северском районе Черниговской области Украины. Население — 35 человек. Занимает площадь 0,17 км². Расположено на реке Рома.
Почтовый индекс: 16032. Телефонный код: +380 4658.

## Власть
Орган местного самоуправления — Мамекинский сельский совет. Почтовый адрес: 16032, Черниговская обл., Новгород-Северский р-н, с. Мамекино, ул. Центральная, 102.